# Jin (BTS)
Kim Seok-jin (Hangul: 김석진, Gwacheon, 4 december 1992), artiestennaam Jin, is een Zuid-Koreaanse zanger en liedjesschrijver. Hij is het oudste lid van de K-pop-groep BTS.

## Biografie
Seok-jin is de zoon van superrijke ouders, zijn vader ''Kim Nam-Goo'' is de CEO van Korean Investment Holdings (waarde van bedrijf 2.4 miljard) zijn grootvader (van vader's kant) was een van eerste CEO's van Dongwon Industries waarvan Jin's Oom Kim Nam-Jung nu de huidige CEO is met waarde van 1 miljard (US$ 850 miljoen), samen hebben ze een waarde van 7 miljard dollar. Ondanks deze achtergrond koos Jin ervoor om zelf naam te maken.
Seok-jin werd ontdekt op straat, waar hij de vraag kreeg om auditie te doen bij het Zuid-Koreaanse agentschap Big Hit Entertainment.
Seok-jin studeerde aan de Konkuk University en haalde op 22 februari 2017 een diploma in kunst en acteren. Op dit moment studeert hij aan de Hanyang Cyber University om zo na zijn muzikale carrière nog andere opties te hebben.
Vanaf 2019 verblijft Seok-jin in Hannam-dong, Seoel, Zuid-Korea. In 2018 kocht hij een luxe-appartement in Zuid-Korea met een waarde van ongeveer 1,7 miljoen dollar. 
Seok-jin vervulde van december 2022 tot juni 2024 zijn verplichte militaire legerdienst. Op 12 juni 2024 voltooide hij als eerste lid deze. Hij zal zich waarschijnlijk op soloprojecten gaan richten totdat heel BTS weer compleet is.

## Carrière

### 2013-heden: BTS
Seok-jin werd ontdekt toen hij nog aan het studeren was aan de Konkuk University. Hij werd uitgenodigd voor een auditie bij Big Hit Entertainment. Op 13 juni 2013 debuteerde hij met de groep BTS onder de artiestennaam Jin. Hij is een van de vier vocalisten van de groep. Van het begin van BTS was Jin betrokken bij het schrijven van verschillende nummers.
Seok-jin maakte zijn debuut in de muziekwereld op 13 Juni, 2013, als een van de vier zangers van de K-popgroep BTS met het liedje No More Dream. Het album 2 Cool 4 Skool, waar het liedje No More Dream opstond, werd al vrijgegeven op 12 juni, 2013. Hij publiceerde zijn eerste co-geproduceerde liedje, een solo single van het album Wings genaamd "Awake", in 2016. In december 2016 publiceerde hij een Kerst-versie van zijn solo single "Awake."
Op 9 augustus 2018 werd het tweede sololiedje "Epiphany" van Seok-jin gepubliceerd als trailer voor het toenmalig aanstaande album Love Yourself: Answer. Het liedje werd omschreven als een "opbouwende pop-rockmelodie" door Billboard en bevat teksten over zelfacceptatie en zelfliefde. De volledige versie van het liedje werd vrijgegeven als een nummer op het album Love Yourself: Answer, met een piek op nummer 30 in de Gaon Music Chart en nummer vier op de Billboard World Digital Singles Chart. In oktober ontving hij de vijfde klas Hwagwan Order of Cultural Merit van de Zuid-Koreaanse president Moon Jae-in samen met andere leden van de groep.

### 2015-heden: projecten buiten BTS
Seok-jin heeft samengewerkt met ander BTS-lid V voor het liedje "It's Definitely You". Daarnaast heeft hij samengewerkt met BTS-lid Jungkook om een alternatieve versie van het liedje "So Far Away", een liedje van BTS-lid Suga's mixtape Agust D, uit te brengen. Solocovers bevatten onder andere "Mom" van Ra.D, "I Love You" van Mate, en "In Front of the Post Office in Autumn", oorspronkelijk uitgebracht door Yoon Do-hyun in 1994. Deze liedjes verschenen op SoundCloud op respectievelijk 7 mei 2015, 3 december 2015 en 7 juni 2018.
In 2018 werd hij gerangschikt als de op tien na bekendste idool van Zuid-Korea, gebaseerd op data van het bedrijf Gallup Korea.
Naast BTS heeft Jin ook al enkele soloprojecten op zijn naam staan. In 2015 begon hij met enkele covers. Zo coverde hij onder andere "Mom" van Ra.D, "I Love You" van Mate en "In Front of the Post Office in Autumn" van Yoon Do-hyun. In 2016 volgde zijn eerste solonummer uit op het album Wings van BTS. Het nummer, getiteld "Awake", werd ook geco-producet door Jin. In december van datzelfde jaar volgde een kerstversie van "Awake" op SoundCloud.
In 2017 werkte Jin samen met zijn bandgenoot V aan het nummer "It's Definitely You", van de soundtrack van de Koreaanse historische dramareeks Hwarang: The Poet Warrior Youth. Samen met zijn andere bandlid Jungkook bracht hij een alternatieve versie uit van het nummer "So Far Away" van het album August D van het andere BTS-lid Suga. Op het album "Love Yourself: Answer" dat uitkwam in 2018 kreeg Seok-jin net als de andere leden van BTS een solonummer. "Epiphany" is een pop-rocknummer dat gaat over aanvaarding en zelfliefde.
In het album MAP OF THE SOUL: 7 uitgebracht in 2020, heeft Jin een solonummer genaamd “Moon”.
In 2022 bracht Jin zijn eerste single uit als solo-artiest genaamd "The Astronaut". Voor deze single werd terug nauw samengewerkt met Chris Martin, eerder in 2021 verscheen "My Universe" als een samenwerking tussen Coldplay en BTS.
In december 2022, vlak na zijn 30e verjaardag, trad Jin als eerste lid van BTS het Zuid-Koreaanse leger in, waarin hij 18 tot 21 maanden verplichte dienst heeft. Naar verwachting keert hij rond tussen juni en september 2024 terug. In april 2023 was hij wel bij de toetreding van zijn vriend en band-genoot, J-Hope. Daarnaast nam Jin ook deel in Take Two, de track die BTS uitbracht wegens hun 10-jarig bestaan.
In de uit 9 afleveringen van elk ongeveer een uur bestaande Netflix-serie Kians Bizarre B&B (Daehwanjang gianjang, 2025) speelt Jin min of meer zichzelf, het bekende BTS-lid, maar in het verhaal wordt hij medewerker van de in Zuid-Korea eveneens bekende Kian84, die een bijzondere bed and breakfast heeft laten bouwen. Het staat op een drijvend platform in de Japanse Zee bij het Zuid-Koreaanse eiland Ulleungdo. De ingang is op de tweede etage. Deze is alleen te bereiken via een klimmuur, al of niet aan een veiligheidslijn. Een gemakkelijker manier om binnen te komen zou zijn via een glijbaan, bedoeld om van de eerste etage naar het platform te glijden, omhoog te klimmen. Dit is echter zowel voor gasten als voor personeel verboden. Tussen de eerste en de tweede etage kan men zich alleen verplaatsen door via een daalmast naar beneden te glijden of langs die mast omhoog te klimmen. Gasten worden niet van tevoren op de hoogte gebracht van een en ander. Ze zijn er niet altijd blij mee, maar zijn het er over eens dat dit hun verblijf onvergetelijk maakt. Er is ook nog een tweede locatie, in de bergen van Ulleungdo. Deze wordt gebruikt als de zeelocatie wegens weersomstandigheden niet veilig te bereiken en te gebruiken is. De berglocatie is bereikbaar met een klein, open, staand monorailvoertuig.

## Andere ondernemingen

### Restaurant
Seok-jin opende in 2018 een restaurant in Japanse stijl genaamd Ossu Seiromushi in Seoel, Zuid-Korea, samen met zijn oudere broer.

### Filantropie
In december 2018 doneerde Seok-jin verschillende goederen aan de Koreaanse Dierenwelzijn Organisatie om zijn verjaardag te vieren; hij kocht onder andere voedsel, dekens en gerechten voor de organisatie. Diezelfde dag doneerde hij 321 kilogram aan eten aan de Korea Animal Rights Advocates (KARA), een andere Koreaanse dierenwelzijn-non-profitorganisatie.
- Gemeinsame Normdatei: 1074023781
- MusicBrainz: 09720eec-3871-49d5-932d-eb7542768cd3
- Virtual International Authority File: 316767185